# Varshets Saddle
Varshets Saddle är ett bergspass i Antarktis. Det ligger i Sydshetlandsöarna. Argentina, Chile och Storbritannien gör anspråk på området. Varshets Saddle ligger 1 613 meter över havet.
Terrängen runt Varshets Saddle är huvudsakligen bergig, men västerut är den kuperad. Havet är nära Varshets Saddle åt nordväst. Trakten är obefolkad. Det finns inga samhällen i närheten. Passet går mellan topparna Antim Peak och Mount Pisgah.